# San Martín del Valledor
San Martín del Valledor (en eonaviego, Samartín) es una aldea, una parroquia y una parroquia rural del concejo asturiano de Allande, en España.
En sus 54,4 km² habitan un total de 68 personas repartidas entre las 14 poblaciones que forman la parroquia.
La aldea de San Martín del Valledor se halla a 480 metros de altitud en la ladera oriental del cordal de Berducedo; dista unos 31 km de Pola de Allande.
En 1993 la parroquia se constituyó en parroquia rural, dentro del municipio de Allande.

## Poblaciones
Según el nomenclátor de 2023, la parroquia está formada por:
- Aguanes (casería)
- Busvidal (casería)
- Coba (A Cova, casería)
- Cornollo (Cornoyo, aldea)
- El Engertal (El Enxertal, lugar)
- La Furada (A Furada, casería)
- Paradas (casería)
- El Provo (El Probo, casería)
- Robledo (aldea)
- Rubieiro (casería)
- Salcedo (casería)
- San Martín del Valledor (Samartín, aldea)
- Tremado (Tremao, aldea)
- Villasonte (Vilasonte, lugar)